# Księstwo Salerno

Księstwa Salerno i Benewentu w IX wieku

Mapa Italii w roku 1000, Księstwo Salerno na południu półwyspu

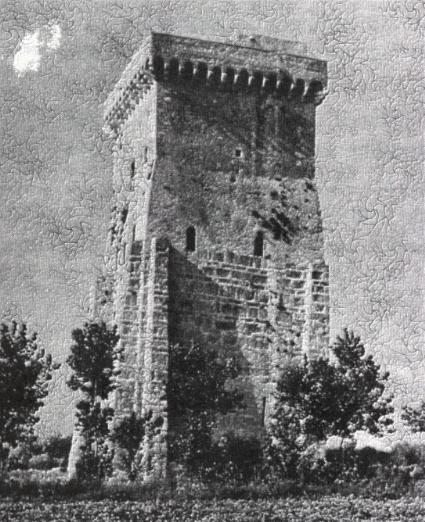
Wieża Pandulfa I Żelaznej Głowy

Księstwo Salerno – państwo istniejące w południowej Italii pomiędzy IX a XI wiekiem, ze stolicą w mieście Salerno.

## Historia
Miasto Salerno było we wczesnym średniowieczu jednym z ośrodków longobardzkiego księstwa Benewentu; książę Arechis II wzniósł tu pałac i mury miejskie, a Salerno stało się drugą siedzibą władcy. Podczas sporu o sukcesję w Benewencie w 839 doszło do rozłamu i Longobardowie z Salerno ogłosili swojego własnego księcia. Rozpoczęła się wojna domowa, w której obie strony sięgały po pomoc Arabów. Ich napływ stanowił zagrożenie dla Rzymu, stąd pod naciskiem cesarza Lotara I w 849 książę Benewentu został zmuszony do uznania niepodległości księstwa Salerno. 
W późniejszym okresie dochodziło jednak do licznych konfliktów z longobardzkimi księstwami Benewentu i Kapui, a także z Neapolem. W 870 od najazdu Arabów uratowała książąt Salerno interwencja cesarza Ludwika II, z kolei w latach 80. IX w. księstwem próbowało zawładnąć Cesarstwo Bizantyńskie. Mimo to pod rządami miejscowej dynastii państwo rozkwitało. We współpracy z sąsiednim Amalfi prowadziło intratny handel ze światem arabskim. W drugiej połowie X w. doszło do zmagań o tron Salerno: sięgnął po niego władca Kapui, Pandulf I Żelazna Głowa (który uznał zwierzchność cesarza Ottona I Wielkiego), ale ostatecznie tron książęcy dostał się w ręce nowej dynastii pochodzącej z księstwa Spoleto. Mimo to księstwo nadal dobrze prosperowało (w końcu X w. było najbogatszym i najstabilniejszym państwem w południowej Italii).
W pierwszej połowie XI w. w regionie pojawiło się nowe zagrożenie ze strony przybyłych do Italii Normanów. Ci stopniowo opanowywali kolejne terytoria, w tym Kapuę, a zagrożony przez nich Benewent uznał władzę papieża. Książę Gisulf II wydał swoją siostrę Sikelgaite za przywódcę italskich Normanów, Roberta Guiscarda. To jednak nie uchroniło go przed zachłannością rosnącego w potęgę sąsiada. W 1076–1077 Salerno, ostatnia longobardzka twierdza w Italii, została zdobyta przez Roberta Guiscarda, który uczynił z niej swoją stolicę.
Słynna szkoła medyczna w Salerno, która osiągnęła szczyt swojej sławy w okresie panowania normańskiego, rozwijała się prężnie już w okresie istnienia księstwa.

## Książęta Salerno
Źródło:
I dynastia
- 839–849 : Siconulf
- 849–855 : Sico II (nominalny władca)

II dynastia
- 849–855 : Piotr
- 855–861 : Adhemar

III dynastia
- 861–880 : Guaifer
- 880–900 : Guaimar I
- 900–946 : Guaimar II
- 946–977 : Gisulf I

IV dynastia
- 977–981 : Pandulf I Żelazna Głowa (wł. Pandolfo I Capodiferro)[6][7][8]
- 981 : Pandulf II

V dynastia
- 981–983 : Manso I
- 981–983 : Jan I (współrządca)

VI dynastia
- 983–999 : Jan II
- 999–1027 : Guaimar III
- 1027–1052 : Guaimar IV
- 1052–1077 : Gisulf II